# Sagalés
Sagalés es una empresa española de transporte por autobús que opera por toda Cataluña y con sede central en el municipio barcelonés de Mollet del Vallès. Sagalés es consecuencia de la agrupación de varias empresas catalanas del transporte por autobús como 25 Osona Bus, SA y Castellà.

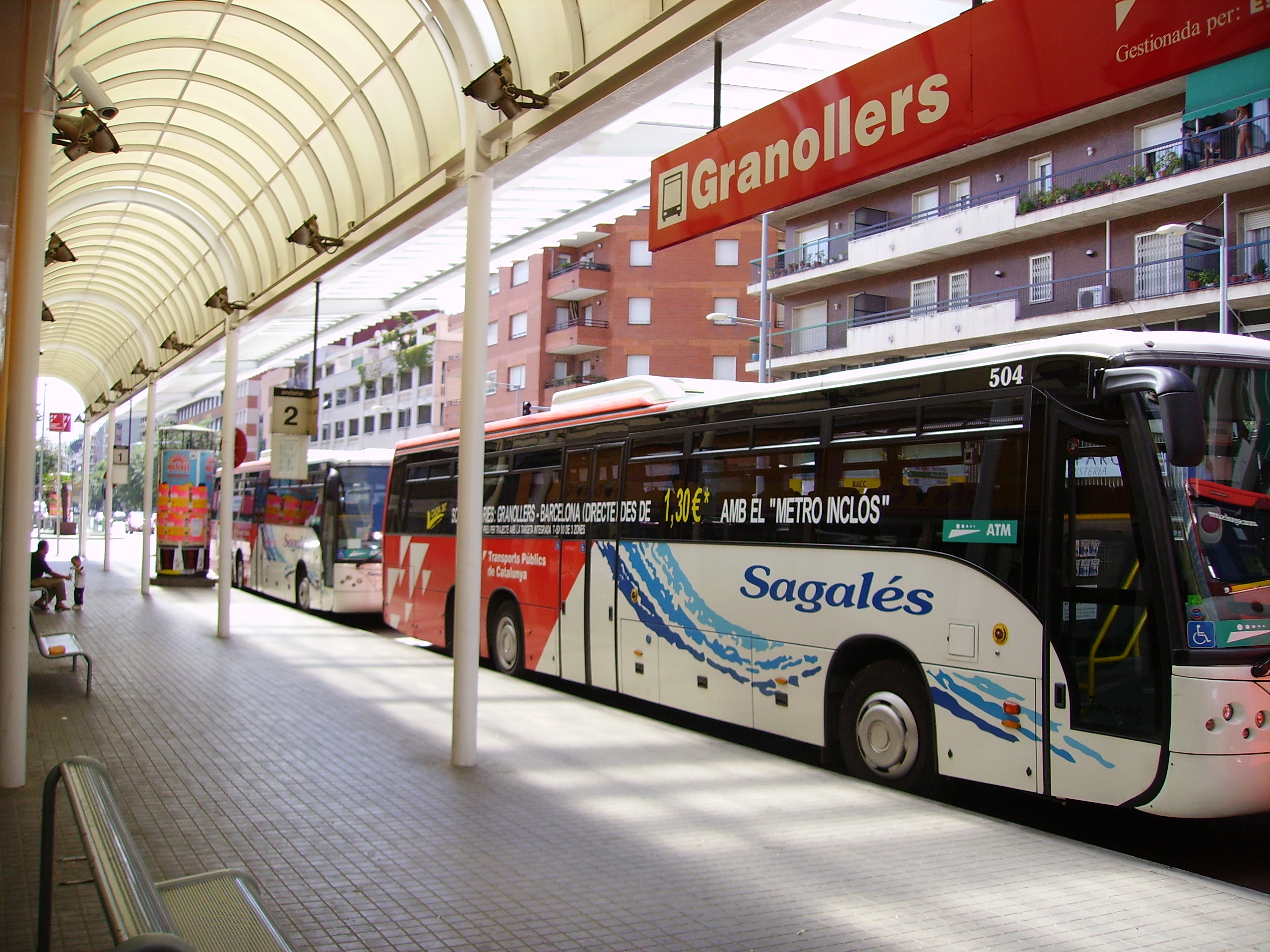
Estación de autobuses de Granollers con autobuses interurbanos de Sagalés.

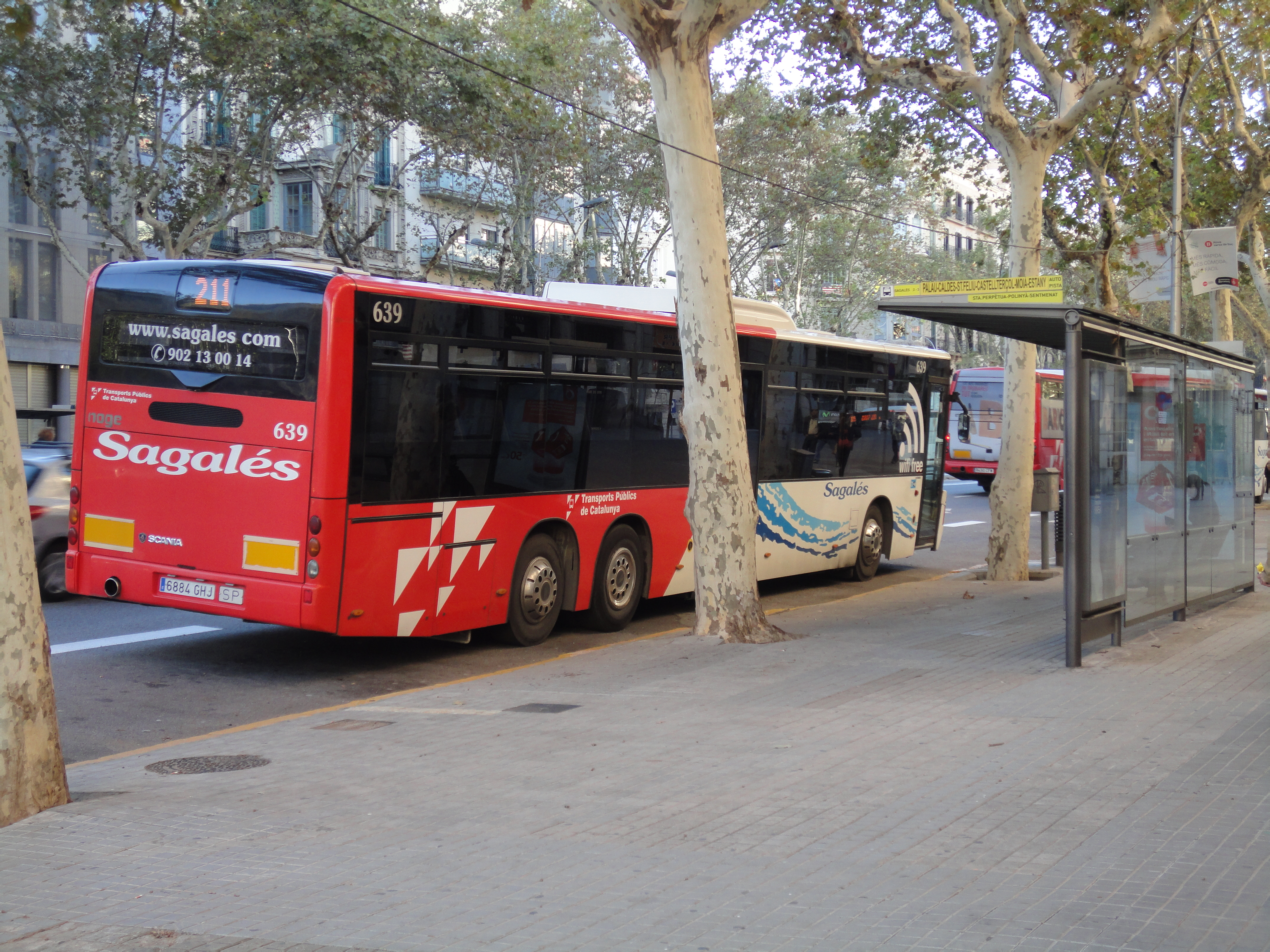
Autobús interurbano de la empresa Sagalés en el Paseo de San Juan de Barcelona.

## Servicios

### Líneas de autobús interurbano
Sagalés es una de las principales empresas de transporte por autobús en Cataluña, operando 114 líneas de autobús interurbanas repartidas por todo el territorio catalán.

### Líneas de autobús urbano
- Servicio municipal de Pineda de Mar y Calella.
- Servicio municipal de Manresa.
- Servicio municipal de Granollers.
- Servicio municipal de Alella.
- Servicio municipal de Bigas a Granollers.
- Servicio municipal de Caldas de Montbui.
- Servicio municipal de Cardedeu.
- Servicio municipal de La Ametlla.
- Servicio municipal de La Roca del Vallés.
- Servicio municipal de Las Franquesas del Vallés.
- Servicio municipal de Llissá de Munt.
- Servicio municipal de Mollet del Vallès.
- Servicio municipal de Palau-solità i Plegamans.
- Servicio municipal de Parets.
- Servicio municipal de San Celoni.
- Servicio municipal de San Fausto de Campcentellas.
- Servicio municipal de San Pedro de Vilamajor y San Antonio Vilamajor a Llinás del Vallés.
- Servicio municipal de Santa Maria de Palautordera.
- Servicio municipal de Santa Perpetua de Moguda y La Llagosta.
- Servicio municipal de Vilanova del Vallés y Vallromanes.
- Servicio a polígonos industriales de Martorellas.
- Servicio a polígonos industriales de Parets-Montornés del Vallés
- Servicio a polígonos industriales de Montmeló-Montornés del Vallés-Parets.
- Servicio municipal de Granollers
- Servicio municipal de Vich

### Líneas especiales
- La Roca Shopping Bus: Servicio especial de lunes a domingos entre Barcelona y el Centro comercial de La Roca Village, ubicado en La Roca del Vallés.
- Aeropuerto de Barcelona-El Prat y Aeropuerto de Gerona-Costa Brava. Servicio especial entre los dos aeropuertos.
- Port Aventura. Servicio especial para grupos escolares a PortAventura World.
- Calçotada. Servicio especial para una calçotada de grupos de la 3.ª edad, en un restaurante de Tarragona.
- Turismo escolar. Servicio espacial para grupos escolares a La Molina, Illa fantasía, Marineland, Water Wold Lloret, Bosc vertical, Valle de Nuria, etc.
- Fórmula 1. Servicio especial entre Barcelona y el Circuito de Cataluña para el Gran Premio de España de Fórmula 1
- Moto GP. Servicio especial entre Barcelona y el Circuito de Cataluña para el Gran Premio de Cataluña de Motociclismo.